# Maglemer

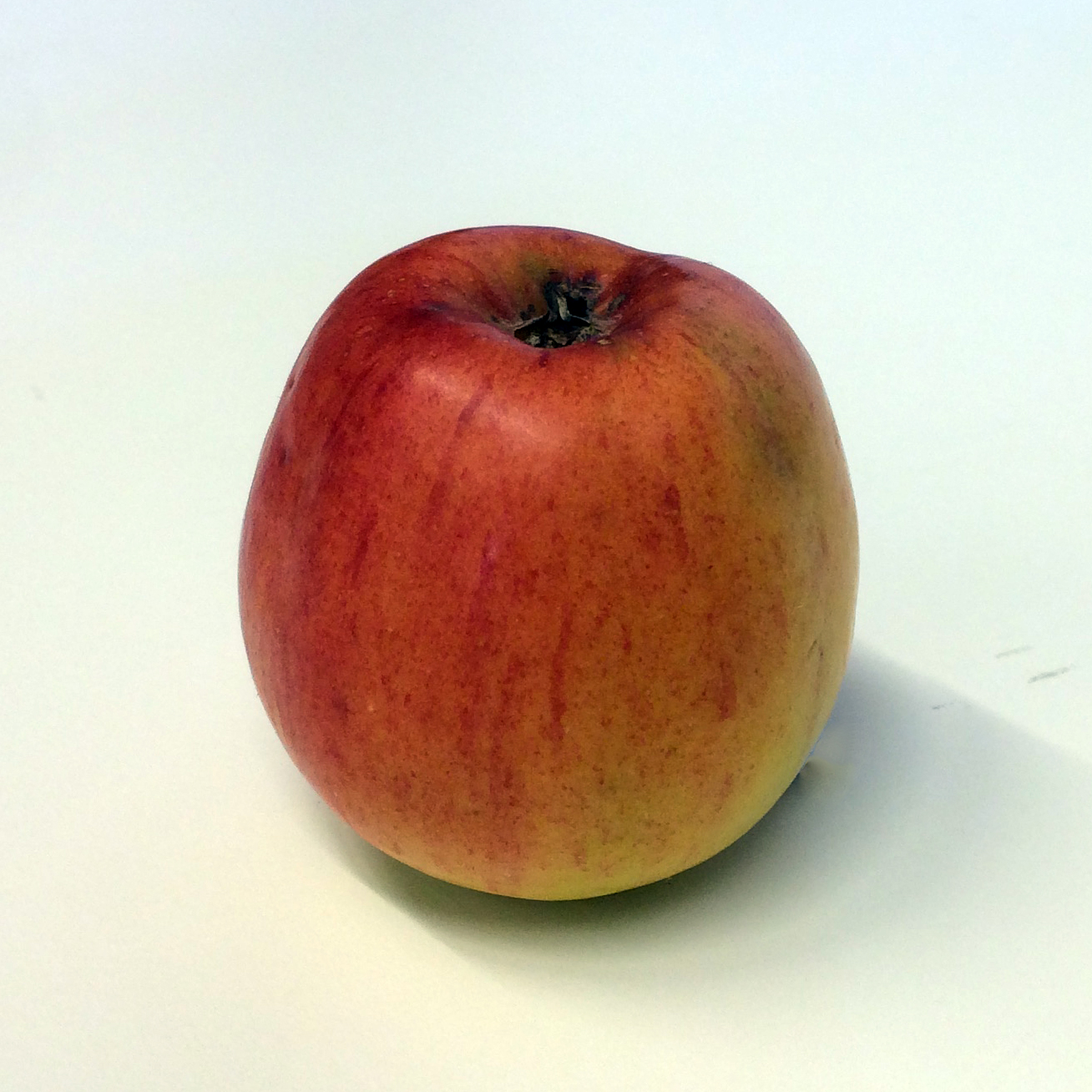
Ett äpple av sorten Maglemer, fotograferat i samband med Nordiska museets äppelfestival i september 2014.

Maglemer är en äppelsort med mestadels rött skal. Äpplet har sitt namn från byn Maglemer, som ligger på Lolland, Danmark. Det är dock inte säkert om det är därifrån äpplet har sitt ursprung. Det förekommer även en röd mutation av Maglemer. Denna sort kan drabbas av skorv och fruktträdskräfta. Äpplet plockas i början av oktober och håller till slutet av december. Köttet, som är vitt, är sötsyrligt. Äpplet passar som ätäpple, i köket, och till drycker som exempelvis cider. Detta är även ett äpple som många äppelallergiker tål. Blomningen på Maglemer är medeltidig, och äpplet pollineras av bland andra Charlamovsky, Filippa, Gyllenkroks astrakan, McIntosh, Oranie, Ringstad, Stenbock, Transparente Blanche, Transparente de Croncels, Wealthy och Åkerö. I Sverige odlas Maglemer gynnsammast i zon I–V.
Äpplemust från maglemer innehåller 0,57% syra och 11,2% socker. Mustens färg är mycket ljus. Äpplet har självsterilitetsgenerna S6S11.
Normal skördetid i zon 1  28/9.[källa behövs]
Det började säljas av Alnarps trädgårdar år 1879. 
C-Vitamin 6-10 mg/100 gram. 